# Meister des Gänsemännchens

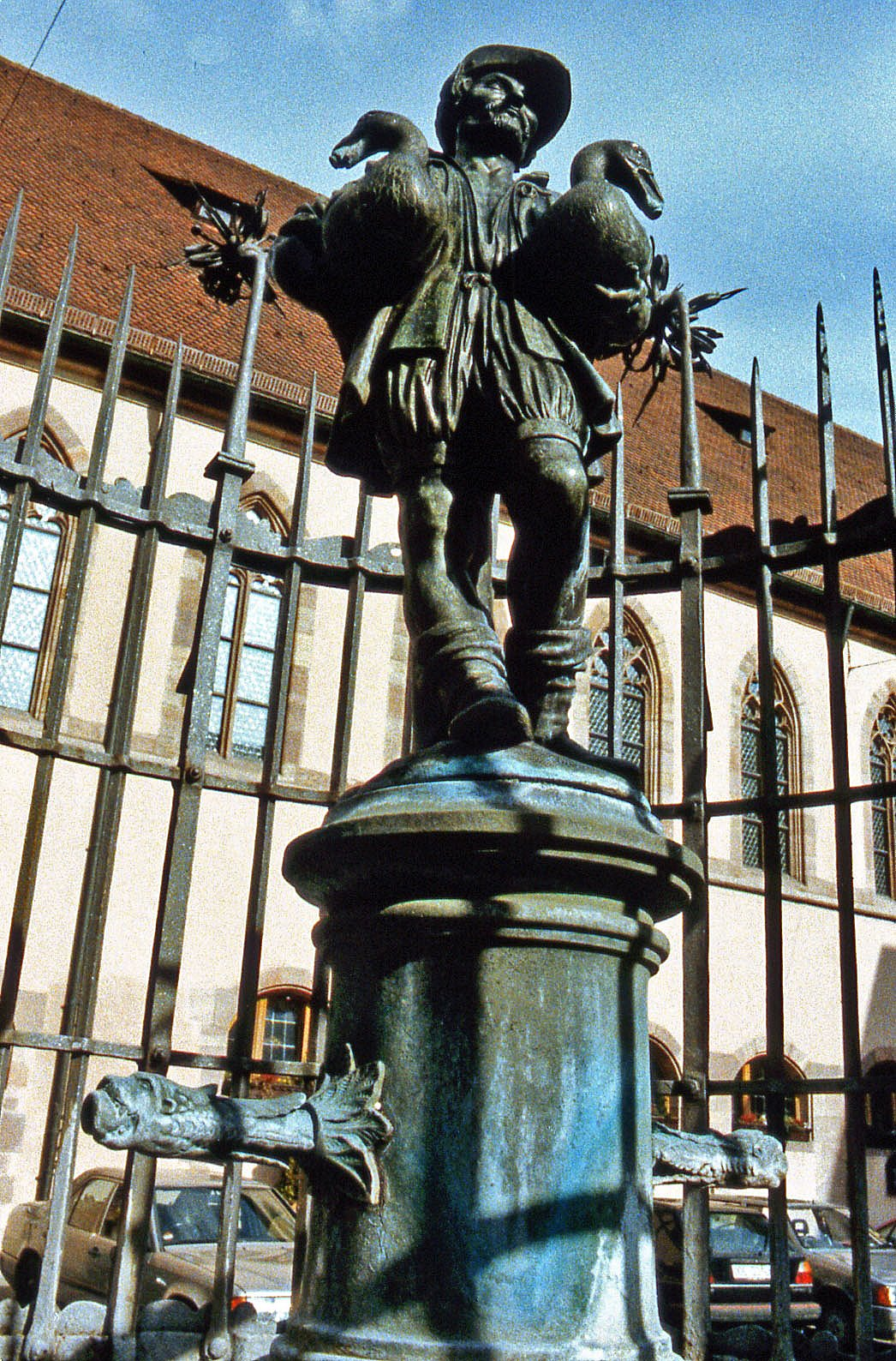
Meister des Gänsemännchens: Gänsemännchenbrunnen, Nürnberg, um 1500

Als Meister des Gänsemännchens wird der namentlich nicht sicher bekannte Künstler der Renaissance bezeichnet, der die Brunnenfigur des um 1550 gegossenen Gänsemännchenbrunnens in Nürnberg entworfen hat. Der Guss wurde von Pankraz Labenwolf  ausgeführt, dem auch lange Zeit der Entwurf des Brunnens und der Figur selbst zugeschrieben wurden.
Auch kann die Figur als ein Beispiel der Zusammenarbeit zwischen entwerfendem Künstler und ausführendem Kunsthandwerker in dieser Kunstform gesehen werden. Heute wird allgemein vermutet, dass der entwerfende Künstler der Figur der Bildschnitzer Hans Peisser war.  
Dem Meister des Gänsemännchens werden weitere Bronzeplastiken zugeschrieben, so z. B. eine kleinformatige Darstellung eines „Türken“ im Bayerischen Nationalmuseum in München.